# Sebastiano Bedolo
Sebastiano Bedolo (Papozze, 1799 – Venezia, 24 settembre 1877) è stato un patriota italiano.

## Biografia
Partecipò, quale capitano e capo-posto della Guardia Civica del Sestiere S. Polo, alla rivoluzione veneziana del marzo 1848. Successivamente, fino alla liberazione del Veneto dagli austriaci, Sebastiano Bedolo sovvenzionò i comitati e aiutò gli emigrati, facendo passare i giovani di leva in territorio italiano grazie alla sua conoscenza del Po da Papozze (Rovigo) al mare.

I suoi figli furono tutti volontari nelle successive guerre d'indipendenza (in particolare, il primo, Luigi Bedolo, fu "crociato" a Palmanova nel 1848; il secondo, Ettore Bedolo, fu ufficiale del Regio Esercito Italiano; il terzo Giovanni Battista Bedolo, fu volontario nella seconda guerra di indipendenza nel "Corpo franco" dei Cacciatori delle Alpi.

Sebastiano fu autore di un resoconto sui fatti veneziani del '48 pubblicato nello stesso anno a Venezia.